# Han Ruzi Ying
Han Ruzi Ying, född 5 e.Kr, död 25 e.Kr, var en kinesisk monark. Han var kejsare av Handynastin 6 e.Kr. - 9 e.Kr.